# Денисов, Василий Николаевич
Васи́лий Никола́евич Дени́сов (род. 1 января 1951, Красносёловка, Запорожская область) — математик, доктор физико-математических наук, профессор кафедры общей математики факультета ВМК МГУ.

## Биография
Окончил среднюю школу в с. Чубаревка (Фёдоровка) Пологовского р-на Запорожской области (1968). Обучался на факультете вычислительной математики и кибернетики МГУ (1971—1976). Обучался в аспирантуре факультета ВМК по кафедре общей математики (1979–1982).
(1987—1990). 
Защитил диссертацию «О некоторых условиях стабилизации решения задачи Коши для уравнения теплопроводности в терминах существования предела шаровых средних Чезаро-Рисса начальной функции» (научный руководитель В. А. Ильин) на степень кандидата физико-математических наук (1983).
Защитил диссертацию «О поведении при больших значениях времени решений параболических уравнений» (научный консультант В. А. Ильин) на степень доктора физико-математических наук (2011).
Присвоено учёное звание профессора (2017).
Член Московского математического общества.
После окончания МГУ работал инженером в НИИ автоматики и приборостроения (1976—1979).
В Московском университете работает с 1982 года в должностях ассистента (1982—1992), доцента (1992—2007), профессора (с 2016).
Область научных интересов: стабилизация решений задачи Коши и краевых задач для параболических уравнений; качественная теория уравнений в частных производных.
Автор 4-х книг и более 90 научных статей.